# DEEP UNDER
『DEEP UNDER』（ディープ・アンダー）は、1993年12月20日に発売された黒夢のインディーズ時代最後のVHSである。

## 解説
- 現在DVD化されておらず廃盤になったが、オークションに出品される事が多い。
- 初回版にはステッカーとポストカードが付いている。

## 収録曲
1. 十字架との戯れ
（作詞:清春 作曲:人時）
2. 亡骸を…
（作詞:清春 作曲:臣）
3. 親愛なるDEATHMASK
（作詞:清春 作曲:清春）
4. UNDER…
（作詞:清春 作曲:臣）
エンディング。